# Halowe Mistrzostwa Europy w Lekkoatletyce 1989 – bieg na 60 m przez płotki kobiet
Bieg na 60 metrów przez płotki kobiet – jedna z konkurencji biegowych rozgrywanych podczas halowych lekkoatletycznych mistrzostw Europy w  hali Houtrust w Hadze. Eliminacje i bieg finałowy zostały rozegrane 19 lutego 1989. Zwyciężyła reprezentantka Bułgarii Jordanka Donkowa. Tytułu zdobytego na poprzednich mistrzostwach nie broniła Cornelia Oschkenat z Niemieckiej Republiki Demokratycznej.

## Rezultaty

### Eliminacje
Rozegrano 2 biegi eliminacyjne, do których przystąpiło 14 biegaczek. Awans do finału dawało zajęcie jednego z pierwszych trzech miejsc w swoim biegu (Q). Skład finału uzupełniły dwie zawodniczki z najlepszym czasem wśród przegranych (q).
Opracowano na podstawie materiału źródłowego.

#### Bieg 1
| Miejsce | Zawodniczka         | Czas | Uwagi |
| ------- | ------------------- | ---- | ----- |
| 1       | Ludmiła Narożylenko | 7,95 | Q     |
| 2       | Jordanka Donkowa    | 8,02 | Q     |
| 3       | Ine Langenhuizen    | 8,24 | Q     |
| 4       | Christine Hurtlin   | 8,26 |       |
| 5       | Margita Papić       | 8,31 |       |
| 6       | Lesley-Ann Skeete   | 8,31 |       |
| 7       | Carla Tuzzi         | 8,36 |       |

#### Bieg 2
| Miejsce | Zawodniczka         | Czas | Uwagi |
| ------- | ------------------- | ---- | ----- |
| 1       | Marjan Olyslager    | 7,98 | Q     |
| 2       | Gabi Lippe          | 8,01 | Q     |
| 3       | Monique Éwanjé-Épée | 8,17 | Q     |
| 4       | Gretha Tromp        | 8,20 | q     |
| 5       | Sylvia Dethier      | 8,21 | q     |
| 6       | Florence Colle      | 8,31 |       |
| 7       | Filiz Türker        | 8,91 |       |

### Finał
Opracowano na podstawie materiału źródłowego.
| Miejsce | Zawodniczka         | Czas | Uwagi |
| ------- | ------------------- | ---- | ----- |
| 1       | Jordanka Donkowa    | 7,87 |       |
| 2       | Ludmiła Narożylenko | 7,94 |       |
| 3       | Gabi Lippe          | 7,96 |       |
| 4       | Marjan Olyslager    | 8,01 |       |
| 5       | Monique Éwanjé-Épée | 8,22 |       |
| 6       | Gretha Tromp        | 8,22 |       |
| 7       | Ine Langenhuizen    | 8,32 |       |
| 8       | Sylvia Dethier      | 8,36 |       |